# Slaughter of the Soul
Slaughter of the Soul četvrti je studijski album melodičnog death metal sastava At the Gates. Album je 14. studenog 1995. godine objavila diskografska kuća Earache Records, koja ga je ponovno objavila i 2002. godine s bonus pjesmama. Smatra se klasikom žanra te je odgovoran (zajedno s albumom The Jester Race sastava In Flames i albumom The Gallery grupe Dark Tranquillity) za utemeljenje göteborške scene. Slaughter of the Soul imao je veliki utjecaj i na metalcore scenu.

## Popis pjesama
Tekstovi: Tomas Lindberg. 
| 1.    | »Blinded by Fear«                      | Anders Björler, Jonas Björler    | 3:12 |
| 2.    | »Slaughter of the Soul«                | Björler, Björler                 | 3:02 |
| 3.    | »Cold«                                 | Björler, Björler                 | 3:28 |
| 4.    | »Under a Serpent Sun«                  | Björler, Björler                 | 3:59 |
| 5.    | »Into the Dead Sky« (instrumental)     | Jonas Björler                    | 2:13 |
| 6.    | »Suicide Nation«                       | Björler, Björler                 | 3:36 |
| 7.    | »World of Lies«                        | Björler, Björler, Martin Larsson | 3:35 |
| 8.    | »Unto Others«                          | Björler, Björler                 | 3:11 |
| 9.    | »Nausea«                               | Björler, Björler                 | 2:24 |
| 10.   | »Need«                                 | Björler, Björler                 | 2:36 |
| 11.   | »The Flames of the End« (instrumental) | Anders Björler                   | 2:57 |
| 34:13 |                                        |                                  |      |

| Bonus pjesme s reizdane inačice | Bonus pjesme s reizdane inačice            | Bonus pjesme s reizdane inačice | Bonus pjesme s reizdane inačice | Bonus pjesme s reizdane inačice | Bonus pjesme s reizdane inačice | Bonus pjesme s reizdane inačice | Bonus pjesme s reizdane inačice | Bonus pjesme s reizdane inačice | Bonus pjesme s reizdane inačice |
| Br.                             | Skladba                                    | Trajanje                        |                                 |                                 |                                 |                                 |                                 |                                 |                                 |
| ------------------------------- | ------------------------------------------ | ------------------------------- | ------------------------------- | ------------------------------- | ------------------------------- | ------------------------------- | ------------------------------- | ------------------------------- | ------------------------------- |
| 12.                             | »Legion« (obrada Slaughter Lorda)          | 3:54                            |                                 |                                 |                                 |                                 |                                 |                                 |                                 |
| 13.                             | »The Dying«                                | 3:18                            |                                 |                                 |                                 |                                 |                                 |                                 |                                 |
| 14.                             | »Captor of Sin« (obrada Slayera)           | 3:20                            |                                 |                                 |                                 |                                 |                                 |                                 |                                 |
| 15.                             | »Unto Others« ('95 Demo)                   | 3:06                            |                                 |                                 |                                 |                                 |                                 |                                 |                                 |
| 16.                             | »Suicide Nation« ('95 Demo)                | 3:22                            |                                 |                                 |                                 |                                 |                                 |                                 |                                 |
| 17.                             | »Bister Verklighet« (obrada No Securityja) | 1:56                            |                                 |                                 |                                 |                                 |                                 |                                 |                                 |
| 53:09                           |                                            |                                 |                                 |                                 |                                 |                                 |                                 |                                 |                                 |

## Recenzije
Steve Huey, glazbeni kritičar sa stranice AllMusic, dodijelio je albumu pet od pet zvjezdica te je izjavio: "Kad je prvi put bio objavljen, Slaughter of the Soul, prvi album sastava koji je objavio Earache, bio je smatran općenito izvrsnim primjerom melodičnog death metala göteborškog stila te je zasigurno najbolji i najusredotočeniji album sastava do danas. No učestalo je mišljenje o albumu bilo to da isto tako nije bio ništa posebno. Uostalom, nedostajale su mu zapetljane solo dionice dviju gitara koje je imao In Flames, složene strukture pjesama Dark Tranquillityja, progresivno umijeće Edge of Sanityja ili čak rock & roll temelji kasnijeg Entombeda. Slaughter of the Soul bio je očito više ukorijenjen u američkom thrashu (pogotovo Slayeru) od svojih kolega te se nije činilo da svjesno pokušava kročiti novim putem. Bio je to jednostavno ogoljeni, osnovni melodični death album koji je pogodio sve bitne točke stila. Retrospektivno je, međutim, to bilo upravo ono zbog čega je album tako glasno odjeknuo.  Sve je te osnove veličanstveno izveo: ritmički dinamične rifove, čvrstu strukturu pjesama te dovoljno kontrasta u tempu i dinamici kako bi slušatelj ostao zaposlen. Više od bilo kojih na prethodnim albumima sastava (te u kontrastu s opsežnijim vizijama njihovih göteborških ortaka), pjesme na Slaughter of the Soulu koncizni su, oštro nabrušeni juriši; samo jedna skladba traje gotovo četiri minute. Promjene u tempu izvršene su sa zadivljujućom preciznošću i nikad se ne čine nasumično raspoređene; uvijek se čini kako grupa u potpunosti kontrolira svoje bijesne ispade. Pa čak iako Slaughter of the Soul nije bio revolucionaran, postao je najsposobniji i najusredotočeniji primjer melo-death stila. Razlog za njegov utjecaj bili su njegova izravna agresija i pristup povratku osnovama koji su činili glazbu dovoljno jednostavnom kako bi mogla biti duplicirana: cijela generacija metalaca preko Atlantika iskoristila je ovaj album kao udžbenik kako bi naučila svirati u ovom stilu. Također je bitno napomenuti kako, umjesto uobičajenih grlenih death groktaja, vokalist Tomas Lindberg na ovom se albumu služi gušećim vriskovima koji čine tekstove pjesama donekle shvatljivima. Ne samo da glazba tako dobiva ljudskije lice, već su takvi vokali vrlo slični stilu vokala koji su ulazili u modu unutar screamo skupina u američkom punk podzemlju. Ova je poveznica pomogla pripraviti pozornicu za ogromni utjecaj At the Gatesa na metalcore pokret koji je postao pretežan stil u američkom metalu tijekom prvog desetljeća 2000-ih. Ova je legija imitatora bila zaslužna za žigosanje Slaughter of the Soula ne samo kao odličnog, već i kao svevremenskog klasika i jednog od najutjecajnijih albuma 1990-ih."

## Osoblje
| At the Gates - Tomas Lindberg — vokali - Anders Björler — bubnjevi (na pjesmi "Into the Dead Sky"), gitara - Jonas Björler — bas-gitara - Adrian Erlandsson — bubnjevi - Martin Larsson — gitara | Dodatni glazbenici - Andy LaRocque — solo gitara (na pjesmi "Cold") Ostalo osoblje - Fredrik Nordström — produkcija - Noel Summerville — mastering - Kristian Wåhlin — naslovnica, omot albuma - Tomas Johansson — fotografija |